# Sottörntrast
Sottörntrast (Colluricincla tenebrosa) är en fågel i familjen visslare inom ordningen tättingar.

## Utbredning och systematik
Sottörntrast behandlas antingen som monotypisk eller delas in i två underarter med följande utbredning:
- Colluricincla tenebrosa atra – förekommer på norra Nya Guinea
- Colluricincla tenebrosa umbrina – förekommer på södra Nya Guinea

## Status
IUCN kategoriserar arten som livskraftig.